# 王宁嫔
王寧嬪（16世纪？—1542年），錦衣衛指揮僉事王稠之親屬，明朝明世宗朱厚熜之嬪 （後稱為逆御氏），嘉靖二十一年壬寅宮變之主謀。

## 生平
王氏的出生及入宮時間均無考。嘉靖十九年（1540年）正月初十日，進封貴妃王氏、貴妃沈氏為皇貴妃，榮嬪趙氏為懿妃，恭嬪江氏為肅妃，雍嬪陳氏為雍妃，徽嬪王氏為徽妃，並冊封王氏為宸妃、余氏為榮嬪、徐氏為昭嬪、王氏為寧嬪，派遣翊國公郭勛為正使持節，成國公朱希忠、京山侯崔元、駙馬謝詔、左都督方銳、大學士夏言、顧鼎臣、尚書許讚、嚴嵩、張瓚、霍韜、溫仁和、王廷相充副使捧冊寶。同日，授王寧嬪之親屬王稠為錦衣衛帶俸正千戶。嘉靖二十一年二月二十日，嘉靖帝生母慈孝獻皇后蔣氏三年喪期已滿，嘉靖帝認為「后妃列御，恪慎日勤，宜加恩遇，用示異典」，王寧嬪之親屬王稠因而獲晉升為錦衣衛指揮僉事。
根據《明世宗肅皇帝實錄》嘉靖二十一年（1542年）十月二十一日條，楊金英等宮女趁嘉靖帝熟睡時，欲合伙用繩勒死他，但誤將繩子打成死結。宮女張金蓮得知事情不成後，跑去稟告方皇后。方皇后趕到救駕，嘉靖帝得以脫險。隨後，太監張佐、高忠奉命逮捕和審訊相關人員，供詞稱主謀是王寧嬪，曹端妃最初也參與謀劃，宮女楊金英、蘇川藥、楊玉香、邢翠蓮、姚淑翠、楊翠英、關梅秀、劉妙蓮、陳菊花與王秀蘭親自參與弒君之事，徐秋花、鄧金香、張春景與黃玉蓮為同謀，而張金蓮得知計劃失敗後才向方皇后告發。最終，「不分首從，悉磔之於市，仍剉屍梟示，並收斬其族屬十人，給付功臣家為奴二十人，財產籍入」。壬寅宮變發生後，朝廷內外震驚恐慌，至次日中午，得知「上體康豫」，眾心才安定下來。
而毛奇齡撰《勝朝彤史拾遺記》則稱壬寅宮變後，嘉靖帝受驚不能說話。方皇后命令太監張左與高忠逮捕宮人，審訊查辦，王寧嬪供稱：「曹妃者，雖不與，然亦知之。」皇后於是傳皇帝之命，將曹端妃及楊金英等十餘人處以凌遲。嘉靖帝病癒後，本來很感激皇后的處置，但之後懷疑曹端妃是被冤枉，認為：「端妃，我所愛，宜無此心。」因此對皇后心生怨恨。
其後，掌禮部事大學士嚴嵩等人上疏選擇吉日祭謝，並認為事件發生突然，人心震驚疑惑，擔心傳言未平，便請求嘉靖帝頒布詔書。嘉靖帝認為自己大難不死，必定有神靈護佑，故同意選定吉日，派官祭告致謝，並頒布詔書安撫中外。因此，宮變發生十日之後，即嘉靖二十一年十一月初一日，嘉靖帝派遣文武大臣、成國公朱希忠等人祭謝天地、宗廟、社稷及各應祀神祇。次日，嘉靖帝向天下頒布詔書，詔書提及嘉靖二十一年十月二十一日，「變生榻寢」，「二逆御氏」勾結楊金英等宮婢，圖謀弒君，幸好他得到天地、祖宗、父母明睿宗與慈孝獻皇后的洪福庇蔭，以及眾神的護佑，通過皇后之力救他，讓他可以安然無恙，詔書又提及逆犯「依律凌遲處死，各該族屬盡夷」。有學者認為王寧嬪和曹端妃的身份是妃嬪，不便在街頭行刑，可能是在紫禁城內秘密處死的。《明史》記載曹端妃、王寧嬪都和諸婢一同被磔於市，而較早的《皇明後紀妃嬪傳》僅記載曹端妃和諸婢被磔於市，未提到王寧嬪。
明末文人孫承澤所著的《天府廣記》記載: 「崇禎戊寅年九月間，(宗伯) 策杖尋大師墓於金山口，遠近十數里未得其處。乃於黑龍潭前平原廣畝之間，禾黍既登，秋風落寞，出一石碣，云大內遷出二棺之記，旁書宛平縣令名，無年月，無封樹」孫承澤是明末著名的收藏家，其書中所記的 「宗伯」指的是清順治年間的禮部尚書、宛平人王崇簡。這段內容講述崇禎十一年王崇簡曾拄杖在金山口一帶尋找傳說中的天下大師之墓，可惜方圓十餘里均未找到，卻在黑龍潭前一片廣闊的平原上發現一塊石碣，此石碣記載「大內遷出二棺」之事，旁邊刻有宛平縣令的名字，沒有年月，也沒有在墳旁種樹以標明其處，未能考證其緣由。孫承澤在書中考證了這兩具棺木主人的身份，認為：「宗伯所記，則此二棺世廟時有宮婢之變，波及曹、王二妃賜死，宛平縣收埋於此，要與建文無關也。 」孫承澤認為這兩具棺木可能屬於壬寅宮變後被賜死的曹端妃和王寧嬪，由宛平縣負責收埋於黑龍潭前的平原，與失蹤的建文帝朱允炆沒有任何關係。

## 進封寧嬪王氏冊文
《桂洲先生文集》所收錄的《進封榮嬪余氏昭嬪徐氏寧嬪王氏冊文》節錄如下：
```
制曰：「朕惟崇建婦官，所以恊宣隂教；釐選女士，所以廣衍嗣祥。化始宮廷，祚隆廟社。茲延登於邦媛，庸敷告於路朝。咨爾余、徐、王氏，柔靜有常，恭温成性，經歷年所，供奉勤勞。是宜進叅九御之聮，顯示六宮之寵。茲特遣使持節，封爾爲榮、昭、寧嬪，錫之册命。於戲！褕衣列事，上以贊於后勤，彤史流徽，下以儀於內則。徃服嘉命，永綏多福。敬之哉！」
```

由此可知，王氏性情溫柔嫻靜，恭敬溫順，在宮中侍奉多年，勤勉辛勞，因此被冊封為寧嬪。